# Трансценденція (психологія)
Трансценде́нція (лат. transcendens — той, що переступає, виходить за межі) — в аналітичній психології Карла Густава Юнга функція злиття свідомого і несвідомого вмісту, ключове поняття психічного розвитку, що пов'язане з процесом індивідуалізації. Фундаментальна рушійна сила психіки спрямована в область збагнення самозвеличення. Трансцендентальні переживання можуть супроводжуватись зміною психічної установки або зміною психічного тонусу — лібідо.
| Псі, буква грецького алфавіту, символ психології | Це незавершена стаття з психології. Ви можете допомогти проєкту, виправивши або дописавши її. |